# قلعه احمدآباد
قلعه احمدآباد مربوط به دوره قاجار است و در شهرستان ابرکوه، بخش مرکزی، دهستان تیرجرد، روستای احمدآباد، قلعه احمدآباد واقع شده و این اثر در تاریخ ۲۲ آبان ۱۳۸۶ با شمارهٔ ثبت ۱۹۹۹۵ به‌عنوان یکی از آثار ملی ایران به ثبت رسیده است.